# Szent Vitus-székesegyház

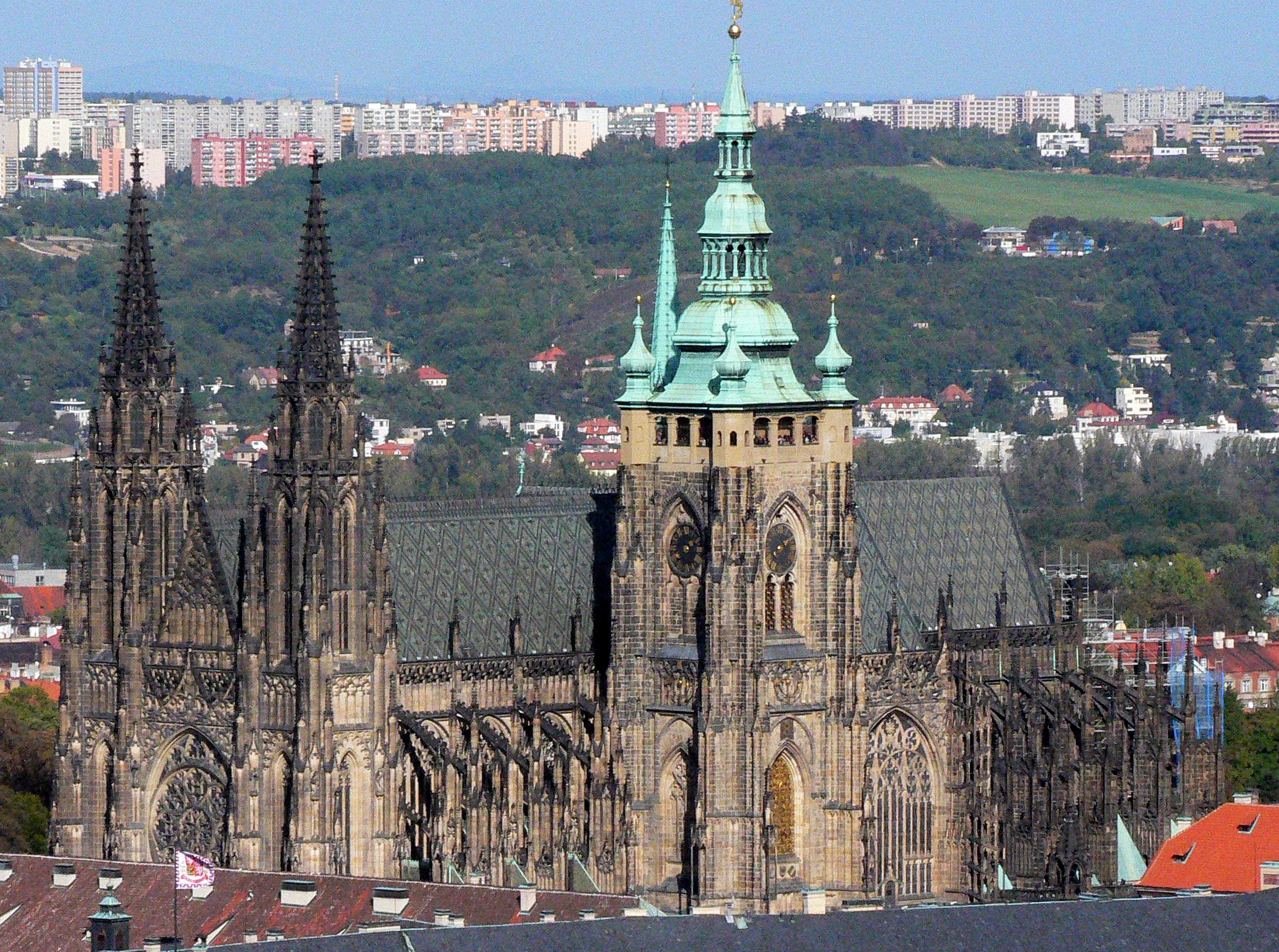
A székesegyház délnyugat felől

A prágai Szent Vitus-székesegyház (teljes cseh nevén: Katedrála svatého Víta, Václava a Vojtĕcha, tehát Szent Vitus, Vencel- és Adalbert-székesegyház) a Prágai főegyházmegye főtemploma, a prágai érsek székhelye a prágai vár közepén. A székesegyház Csehország legfontosabb temploma, cseh királyok nyughelye, egyúttal a gótikus, illetve neogót stílus kiváló építészeti példája.

## Története

### Korábbi épületek

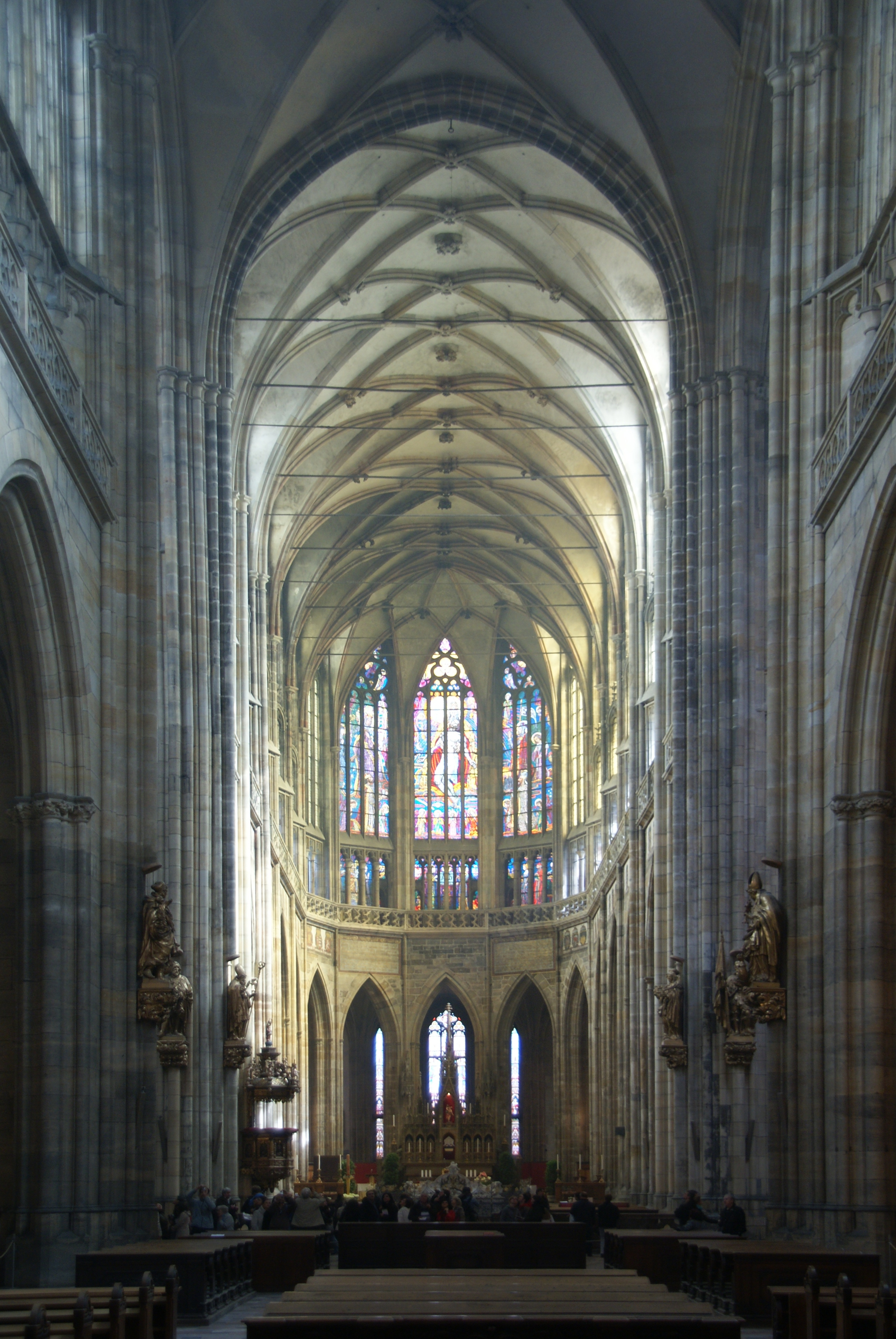

A mai székesegyház helyén az első katolikus egyházi építmény a Szent Vencel által 925-ben építtetett korai román stílusú körtemplom volt, amit ugyancsak Szent Vitus tiszteletére szenteltek, mivel Vencel  megkapta a szent karereklyéjét I. Henrik császártól. Más vélekedés szerint azért Vitus nevét választották, mert az nagyon hasonlít a szláv Szvantevit napistenség nevére, így könnyítve meg a csehek számára a kereszténység átvételét.
Ez volt Közép-Európa legnagyobb rotundája — egy apszisos körtemplom, déli bővülettel. Itt temették el a cseh fejedelemség legnagyobb szentjeit:
- I. Bořivojt,
- Szent Vencelt és később
- Szent Adalbertet is, akinek idején Prága püspöki székhely lett (a Magdeburgi főegyházmegye(wd) részeként). Hamar ez lett a csehek legfontosabb temploma.[3]

1060-ban II. Spytihněv cseh fejedelem a megalapított prágai püspökség számára egy nagyobb, háromhajós, kéttornyú román stílusú bazilikát építtetett, valószínűleg a körtemplom részeinek felhasználásával. A király a következő évben meghalt, de utódai folytatták a munkát, amivel II. Vratiszláv uralkodása alatt kis híján sikerült elkészülni. 1091-ben azonban egy tűzvész súlyos károkat okozott a befejezetlen épületben, amit így csak II. Břetislav alatt, 1096-ban szentelhettek fel.

### Építése
A jelenlegi székesegyházat 1344. november 21-én a Prágai püspökség érsekséggé alakításakor, János cseh király utasítására kezdte építeni Arrasi Mátyás (Matthieu d'Arras) francia építészmester hagyományos, bazilikának. Halála (1352) után I. Károly király a fiatal német építész Peter Parlerre bízta az építkezés folytatását azzal, hogy térjen el az eredeti tervektől, és a narbonne-i, félkész Saint-Just-et-Saint Pasteur-székesegyházat tekintse példának.
Parler, aki építészetet és fafaragást is tanult, munkáját pedig egyfajta szobrászatnak tekintette, maximálisan alkalmasnak bizonyult a feladatra. Amikor átvette a Szent Vitus-székesegyház építését, a kápolnakoszorús, szentélykörüljárós alaprajzon a külső falak az árkádívek magasságáig már álltak. Parler alkotó fantáziával folytatta a művet. Az átalakítás közben sikerrel egyesítette az apjától elsajátított, ún. német különgótika stílusát a dél-francia elemekkel, így vált a sajátos közép-európai gótika megalapozójává.
Parler építette a keresztház déli szárnyába benyúló Vencel-kápolnát (1366) is, továbbá az északi mellékhajóból nyíló sekrestyét és a déli homlokzathoz csatlakozó torony alsó szintjét. A templom szentélyét 1385-ben szentelték fel, de a torony még Parler halálakor (1399) is épült, csak a keresztházat fejezték be.
Parler életében elkészült:
- a szentélyt övező kápolnakoszorú,
- a Szent Vencel-kápolna,
- az aranykapu (a déli bejárat, ami akkor a főbejárat volt) és
- a nagy déli torony alsó szintje.

Parler egyúttal a gótikus szobrászat megújítója is. A székesegyházban látható alkotásai:
- a királyi szarkofágok,
- Szent Vencel szobra a Vencel-kápolnában,
- a trifóriumban elhelyezett huszonegy mellszobor[2], köztük az önmagát megörökítő,
- egy szinttel följebb tíz szoborfej

a sablonos, illetve allegorikus ábrázolás hagyományával szakítva egyedi vonásokban bővelkedő, ötletes, valós ábrázolások. Ezek az önmagukban is értékes szobrok azonban a székesegyházban még nem önálló műalkotásokként jelennek meg, hanem alig láthatóan, félig-meddig rejtett helyeken. Ez egyúttal azt is kifejezi, hogy Parler épületeinek már nincs „szükségük” a szobordíszekre, mert építészeti megoldásaik önállóan is kellőképp látványossá teszik őket. Parler szobrait eredetileg élénk színekre festették; a festék legtöbbjükről teljesen lekopott.
Károly császár a székesegyházat nem csak a frissen létrehozott prágai érsekség főtemplomának szánta, de koronázó templomnak, családi kriptának és Szent Vencel tiszteletére rendelt zarándokhelynek is. Prága első érseke Ernst von Pardubitz (Arnošt z Pardubic, Arnestus de Pardubice) lett. A templom építése lassan haladt, mert IV. Károly Parlert más építkezésekkel is megbízta az ország különböző részein.
Peter Parler halála után a székesegyházat fiai, illetve a Parler család más tagjai folytatták 1419-ig, amikor az építkezést a huszita háborúk miatt le kellett állítani. Addig elkészült a szentély, a kereszthajó és többé-kevésbé befejezték a nagy déli tornyot — már csak az erkély és a toronysisak hiányzott, de ezeket csak a következő évszázadban építették meg. A háborús időkben az addig elkészült részek jelentősen károsodtak. A pápa eközben a templom főpapját püspökké fokozta le.
Bár a következő évszázadokban több uralkodó is szerette volna folytatni a munkát, a gyakorlatban csak egy ideiglenes zárófalat húztak fel a szentély elé, illetve II. Ulászló rendeletére 1493-ban készült el a királyi oratórium. E munka részeként építette meg 1490–1493 között Hanuš Spiess a székesegyház nyugati karzatán a domborművekkel gazdagon díszített Ulászló-erkélyt (királyi oratóriumot).
Az 1541-es tűzvész nagy károkat okozott. A nagy toronyra Bonifaz Wohlmuth (Bonifác Wolmut) épített 1564-ben reneszánsz erkélyt és sisakot. Ugyancsak az ő munkája az orgonakarzat (1550). 1549-ben öntötték a 13,5 16,5 tonnás Zsigmond-harangot, amit Tomáš Jarošnak abban a műhelyében öntöttek, amelyben a Királyi kertekben álló Zenélő kutat is — az öntés csak második kísérletre sikerült. Az 1552-ben készült, két számlapos órát az órásmesternek igen tehetséges II. Rudolf szereltette fel. A toronysisakot a várat a hétéves háború dúlása után helyreállító, illetve továbbépítő Niccolò Pacassi cserélte le a ma is látható barokk hagymakupolára. 1564-ben a pápa visszaadta a prágai püspök és érsek rangját (tehát a főegyházmegye státust).
1557 és 1561 között építette Bonifaz Wohlmuth udvari építész a gyönyörű reneszánsz orgonakarzatot. 
1704–1714 között a nem túl intenzív építkezést a korábbi tervek alapján Giacomo Antonio Canevalle vezette.
A 19. század közepén a Társaság a Székesegyház befejezésére nevű szervezet pénzéből hozzáláttak a meglévő épületrészek helyreállításához és az épület neogótikus stílusú befejezéséhez; ennek programját 1844-ben dolgozták ki. A munkát Josef Kranner építész irányításával kezdték újra, és először az utólagos barokk átalakításokat távolították el a belső térből. Megépítették a főhajót és a keskeny, kápolnasoros oldalhajókat, valamint a kereszthajó északi végét — a hajók alapkövét 1873-ban tették le ünnepélyesen.
A főoltár 1868 és 1875 között készült úgy, hogy 1873-ban, Kranner halála után Josef Mocker vette át az építkezés irányítását, ő tervezte a nyugati homlokzatot a két gótikus toronnyal. A munkát Mocker halála után Kamil Hilbert fejezte be 1929-ben, szent Vitus halálának ezredik évfordulójára.
Az ablakokat a 20. század elejének legnevesebb cseh művészei készítették, például:
- Vojtěch Suchard,
- Václav Žaluda,
- Zdenek Wirth,
- Jan Štursa,
- Bohumil Kafka,
- Karel Svořák,
- Vilém Brunner,
- Alfons Mucha,
- Josef Václav Myslbek,
- Karel Svolinský,
- František Kysela,
- Max Švabinský.

A 20. század elején Kamil Hilbert vette át az építkezés irányítását.
A nyugati rózsaablakot František Kysela tervezte 1925 és 1927 között. A főhomlokzatot díszítő 15 szobrot 1903 és 1908 között faragták. A bronzajtók 1927 és 1929 között készültek el. A befejezett székesegyházat 1929-ben szentelték fel, de ekkor belső berendezésének több eleme még hiányzott; némelyik csak évek múlva készült el.
Legutóbbi nagy felújítására (ablakok, am tető egy része, néhány oltár és a királysírok) 2015-ben került sor.

## Történelmi események
1526-ban, miután a cseh rendek értesültek a mohácsi csatavesztésről és Lajos király haláláról, a Szent Vencel-kápolnában gyűltek össze, és határozták el, hogy Habsburg Ferdinándot hívják meg a cseh trónra.

## Az épület
A templom Prága egyik legjellegzetesebb és helyzeténél fogva legmesszebbről látható építménye, a Parler család által kifejlesztett közép-európai gótika és egyúttal a neogótikus építészet emblematikus példája.

### Külseje

A nyugati homlokzat

Az épület teljes hossza 124 m, a kereszthajó szélessége 60 m, magassága 34,24 m.
A francia típusú, háromhajós és kereszthajós, keletelt székesegyház nyugati homlokzatán (westwerk) két karcsúbb, a délin egy vaskosabb torony magaslik. A 96,6 m magas (déli) főtoronyba 287 lépcső vezet fel. Ebben a toronyban van az ország legnagyobb (15 tonnás), Zsigmond (Zikmund) névre keresztelt harangja. A domborművekkel gazdagon díszített harangon számos olyan motívum van (pl. érmék ábrázolásai), amelyeket itt használtak először Csehországban. Megszólaltatásához hat harangozó kell: négyen húzzák a harang kötelét, ketten a harangnyelvét. 2002. június 15-én, Szent Vitus tiszteletének ünnepén a harangnyelv megrepedt, és ezt a néphittel összhangban természeti katasztrófa követte: augusztusban hatalmas áradások pusztítottak Csehországban. A toronyba csigalépcsőn juthatunk fel. A külső oldalának fő dísze a bonyolult, aranyfüstből készült növénymintákkal díszített „arany ablak”, fölötte II. Rudolf monogramjával, alatta az örökös tartományok címereivel.
Faragványokkal gazdagon díszített falait támpillérek és díszes ablakok tagolják. A látogatók két bejáraton juthatnak be: a nyugati (fő) homlokzat kapuin vagy a déli homlokzaton a kereszthajóba nyíló, még Peter Parler által tervezett Aranykapun. A déli homlokzat fő dísze a régi bejárat felett az 1370-es években, mintegy millió üveg- és kődarabból kirakott velencei mozaik. Az utolsó ítélet jelenetének középen Jézus Krisztus lebeg; rá az angyalokkal körülvett IV. Károly és felesége néz fel. A kép az ítélkezést a kor szokásától eltérően nem rémségesnek, hanem igazságosnak mutatja be. A mozaikot 1992–2008 között restaurálták; ma eredeti pompájában látható.
A kereszthajó északi oldalán áll a reneszánsz orgonakarzat, amelyen 1856. szeptember 28-án Liszt Ferenc az Esztergomi misét vezényelte.
A templom királyi oratóriumát fedett híd köti össze a régi királyi palotával.
A főhomlokzatot 15 szobor díszíti. Ezek egyike I. Károly királyt ábrázolja, a többi 14 különböző szenteket. A tetőről az esővizet vízköpő szobrok vezetik le.

### Ajtók, ablakok
Az aranykapu a déli bejárat, ami egykor a főbejárat volt.
A nyugati oldalon a főhomlokzatnak három portálja van bronzkapukkal, a középső fölött hatalmas rózsaablakkal. Ennek a kapunak a domborművein a templom építésének történetét (929–1929) örökítették meg, a két szélsőn pedig Szent Vencel, illetve Szent Adalbert (csehül: Vojtěch) legendájának jeleneteit. A kapukat 1927 és 1929 között öntötték Vratislav Hugo Brunner és Otakar Španiel tervei alapján.
Az északi és a nyugati torony közötti rozettát 1925 és 1927 között építették František Kysela tervei szerint.
Az északi torony bal oldalán a 3. kápolna szecessziós ólomüveg ablaka Alfons Muncha (1860-1939) munkája. 1931-ben készült Szent Cirill és Szent Metód alakjával.
A keleti fal óriási 100 m²-es, „A világ teremtése” című háromszínű ólomüveg ablakát közel 27 ezer üvegdarabból állították össze.

### Belső elrendezése
A csaknem 35 m magas főhajó boltívét 28 pillér tartja; ezek gótikus hálóboltozat köti össze. A főhajó körül (a mellékhajók fölött) trifórium fut körbe, belső kerületén a királyi család tagjait és a hajdani építőket ábrázoló szobrokkal.
A Peter Parler által átalakított szentély külleme a kölni dóméval rokon. Több megoldása:
- a főszentély hálóboltozata,
- a sekrestye és a déli előcsarnok a boltsüvegektől elszakadó repülőbordái és befüggesztett zárókövei stb.

a késő gótikus közép-európai templomok visszatérő építészeti elemévé vált. A főbejáratot szokatlan módon nem nyugatra, hanem az épület déli, a város felé néző oldalára tette.
Parler a trifóriumot (a fő- és mellékhajók közti, emeleti árkádsort) nem egy síkban, hanem térmotívumként alkalmazta, „megmozgatva” a térhatároló síkokat. A trifórium utolsó árkádnyílását előrehúzta, hogy a faltagozásra támaszkodjon, gy az ablakkönyöklő magasságában végigfutó párkány enyhe hullámvonalban öleli körül a teret. A motívum hangsúlyozására még egy-egy csúcsíves fülkét is épített az előrehúzott trifóriumnyílás fölé. Ezzel felszámolta a francia katedrális gótika szakaszosságát, elmosta az egyes boltszakaszok közti határokat. Lefékezte a gótikus térnek a főoltár felé irányuló sodrását, és egy adott szakrális fókusz helyett a minden irányban egyforma hangsúllyal kibontakozó, egységes építészeti tér esztétikai értékeit emelte ki.
Parler új térkoncepciója magával vonta a boltozat hagyományos formáinak megváltoztatását is. Háromágú bordanyalábokból olyan boltozatot szőtt, amelynek párhuzamos bordái egymást keresztezve két-két boltszakaszra terjednek ki, és a szentély terét a támaszoktól nem függő, egységes, szőnyegszerű mintával fedik le. Ezzel egy új boltozattípus, a hálóboltozat alapjait rakta le.
A déli oldalhajó és a főhajó közötti főpilléren nyolc szent nagy, aranyozott szobra áll. A balra felnyúló pilléren van a Rákóczi ellen sokat küzdő Schlick Lipót lovassági tábornok emlékműve. A generális Magyarországon főleg arról nevezetes, hogy a szabadságharc leverése után olcsón felvásárolta, majd többszörös áron adta tovább a szabadságharcban részt vett magyar főnemesek (pl. Bercsényi) birtokait, különösen Csongrád vármegyében.
A neogótikus főoltár 1868 és 1875 között készült.
A főoltár előtt fehér márványból faragott, reneszánsz stílusú tumba (királyi síremlék) magasodik. Ennek felső részét domborművek díszítik:
- középen I. Ferdinánd,
- jobbján fia, Miksa,
- balján felesége, Jagelló Anna.

Oldalfalain I. Károly király és négy feleségének mellszobra áll. A tumba alatt van a királyi kripta több cseh uralkodó maradványaival. A szentélyt koszorúként környező kápolnák többségét a jeles uralkodóknak, illetve az ország védőszentjeinek szentelték.
Nepomuki Szent János színezüst síremlékének Mária Terézia által adományozott baldachin damasztfüggönyeit négy ezüstangyal tartja. A síron a szentté avatott prágai pap térdeplő alakja látható.

### Kápolnái
A templom köré 21 kápolnát építettek (a két oldalfal mentén a 19. századiak sorakoznak, a szentély körül a Parler-féle gótikusak). Ezeket a főbejárattól az óramutató járásával ellentétesen haladva ismertetjük:
1. A sorban első bejárattól jobbra álló Szent-Ludmilla-kápolna. 1860-ban épített, neogótikus oltárát 1660-ban készült, barokk kereszt díszíti. Az ablak alatt kora barokk márvány keresztelő medence áll.
2. A Krisztus sírbatétele kápolna jobb falát díszítő festmény Caravaggio munkája; vele szemben Mária Magdolna képét Aurelio Lomi festette a 17. században.
3. A Thun-kápolna oltára klasszicista, oltárképe 16. századi. vele szemben egy, az 1400-as években készült, gótikus faragvány látható.
Ezután a kápolnák sorát a káptalan könyvtárának és levéltárának bejárata szakítja meg. A könyvtárban értékes, középkori graduálékat, misekönyveket, evangéliumos könyveket és kéziratokat őriznek.
4. A cseh védszentek kápolnáját a nagy déli torony földszintjén alakította ki 1396-ban Peter Parler. A kápolnában több reneszánsz, illetve barokk stílusú síremléket helyeztek el. A fő falon függő nagy fogadalmi képen Mária és a cseh védőszentek fogadják az előttük térdeplő II. Ferdinánd és családjának hódolatát. E kápolnában van a dóm egyik legnagyobb (1916-ban készült) ablaka. Ennek üvegfestménye Max Švabinský műve, és az utolsó ítéletet ábrázolja. Az I. világháborúban elesettek emlékműve felett egy 15. századi Madonna-kép függ. Az északi oldalon álló reneszánsz síremlékben I. Ferdinánd udvarmestere, Toletano nyugszik.
A kápolna sarkából 287 lépcsőfok vezet fel a toronyba. A torony oldalára szerelt, két számlapos óra felső, 425 cm átmérőjű számlapja az órákat mutatja, az alsó, 383 cm átmérőjű számlap pedig a negyedórákat. Ebben a toronyban függ Csehország legnagyobb harangja, amit 1549-ben öntöttek Brnóban.
A torony és a tőle keletre lévő Szent Vencel-kápolna között nyílik a templom régi, déli bejárata az Aranykapu, amit egy, az utolsó ítéletet ábrázoló mozaik díszít. A kapu fölött van a dóm legnagyobb ablaka.
5. Az egykori körtemplom helyén álló Szent Vencel-kápolna igazi gótikus műremek, amit 1362 és 1367 között épített a király sírhelye fölé Peter Parler. Falainak alsó részét féldrágakövek borítják. A freskók közül a kálvária stációi az eredeti, Parler-féle dekoráció részei. A Szent Vencel életét bemutatókat a litomericei oltár mesterének műhelyéből jött művészek festették, valószínűleg 1509-ben. A festmények egyes részei fennmaradtak; ezeket konzerválták. Ez a katedrális legdíszesebb része; falait 100 jáspis és 100 ametiszt kristály ékesíti. A kápolnával egykorú a szent király síremléke; a király szobrát Heinrich fiával közösen maga Parler faragta csillámpalából. A síremléket 1912-ben renoválták; ekkor a szobor és a freskók eredeti színezését is rekonstruálták. Szent Vencel hermája üveg mögött látható. Egy 1541-ben festett, reneszánsz falikép a fejedelem meggyilkolását ábrázolja. A kápolna kapuzatától balra Lobkowitz György (Georg Lobkowitz) várgróf síremléke áll. Egyes források szerint ez 1590-ben készült, más adatok szerint azonban bizonyára később, mert 1590-ben Lobkowitz még élt.
A kápolna ablaka melletti (délnyugati) falba ajtót vágtak, és innen lépcső vezet le a kincstárba, ahol a cseh koronázási ékszereket őrzik. A Szent Vencel-koronát IV. Károly készíttette cseh királlyá koronázására (ez 1347. szeptember 3-án volt).
6. A Szent András-kápolna is Peter Parler munkája, de a benn álló, márvány oltár 1870-ben készült Rómában. Az ablak alatt két Martinic gróf síremléke látható — egyikük az a Jaroslav Martinic várgróf, akit a második defenesztráció alkalmával a feldühödött nemesek kidobtak az ablakon, de megúszta.
7. A Szent Kereszt-kápolnát Arrasi Mátyás kezdte el építeni és Peter Parler fejezte be. A benne látható, gótikus festménymaradványok valószínűleg eredetiek. A bal oldali oltár dísze 18. századi vert ezüst, az oltáron egy 1600 körül cédrusból (Cedrus libani) faragott kereszt áll. Az oltár mellett Krisztus 1400 körül festett arcmása („Veronika kendője”) tekinthető meg. A kápolnából lépcsők vezetnek le egyrészt a középkori bazilika lapidáriumába, másrészt a királyi kriptához.
Ezután következik a szentély előcsarnoka, II. Ferdinánd uralkodása alatt készült és a császár monogramjával díszített tölgyfa ajtókkal. Az előcsarnokban áll, gótikus kereszt 1410-ben készült.
A királyi oratórium a főoltár jobb oldalán áll. Késő gótikus díszítményei faágakat ábrázolnak naturalisztikusan. A díszek között szerepel az oratóriumot építtető II. Ulászló címere és „W” monogramja, valamint az általa uralt országok címerei (a cseh, a morva, a sziléziai, a lausitzi, a magyar és a lengyel címer). A királyi palotából fedett lépcső, illetve folyosó vezetett közvetlenül az oratóriumba.
8. A Mária-Magdolna kápolna oldalában helyezték el a dóm első két építésze, Arrasi Mátyás (1352) és Peter Parler (1399) sírkövét, amiket a művészek kőbe vésett arcmása ékít. A sírköveket 1928-ban találták meg egy ásatás közben, teljesen véletlenül.
9. A Nepomuki szent János-kápolnát Jan Očko z Vlašimi, a templom második érseke építtette. Ma az 1380-ban elhunyt érsek márvány síremléke ebben a kápolnában látható. Az oltáron négy szent ezüst mellszobra áll:
- szent Vitus,
- Szent Vencel,
- Szent Adalbert és
- szent Cirill.

A kápolna előtt áll Nepomuki Szent János barokk stílusú síremléke két kis oltárral; ezt 1736-ban, Fischer von Erlach neves bécsi építőművész tervei alapján Antonio Corradini készítette el. A szent csontjait kis kristálykoporsó őrzi; a síron a szentté avatott prágai pap térdeplő alakja látható. Fölötte a baldachin Mária Terézia ajándéka; damaszt függönyeit négy ezüstangyal tartja.
10. Szent Adalbert és Szent Dorottya kápolnáját I. Károly király alapította. Itt őrzik az általa összegyűjtött ereklyéket, és van két cseh király:
- I. Ottokár, †1230 és
- II. Ottokár †1270 kő síremléke (tumbája) is.

11. A Szűz Mária-kápolna azon a helyen áll, ahol 1344-ben elkezdték a székesegyház építését. Az oldalfalában látható két cseh uralkodó gótikus bronz síremléke;
- az egyik I. Břetislavé és feleségéé,
- a másik II. Spytihněvé.

Mindkettőt 1375-ben öntötték a Parlerek műhelyében. A kápolna padozata alá több 16., illetve 17. századi cseh világi, illetve egyházi hatalmasságot temettek.
A kápolna előtt áll Szent Vitus oltára a szent sírjával. A szent márvány koporsóját J. Max készítette 1840-ben.
12. Keresztelő Szent János kápolnáját a 19. században teljesen újjáépítették. Oldalánál II. Břetislav († 1100) és utódja, II. Bořivoj († 1107) síremléke áll; mindkettő Peter Parler munkája.
Ebben a kápolnában helyezték el a templom egyik legrégibb, jeruzsálemi gyertyatartónak nevezett kegytárgyát. Ezt, pontosabban a gyertyatartó román stílusú felső részét (Rajna menti munka) I. Vladiszláv hozta 1162-ben Milánóból. Reneszánsz jellegű törzse 1641-ben készült.
13. Az érseki kápolna arról kapta nevét, hogy 1793 és 1901 között ide temették a prágai érsekeket. Itt nyugszik még II. Rudolf kancellárja, Pernštýni Václav; reneszánsz síremléke a holland Hans Vredeman de Vries munkája. A kápolnával szemben, a karzat árkádjai között egy 1630-ban, fából faragott kép azt ábrázolja, hogyan menekült V. Frigyes a fehérhegyi csatából. Ez Prága legrégibb plasztikus ábrázolása.
14. A Szent Anna-kápolnát Nostic-kápolnának is nevezik, mert ide temették a Nostic grófi család számos tagját. Oltárán egy 1266-ban készült, ezüst gyertyatartó áll. Ezt a nagy francia forradalom idején egy ottani templomból hozták el, és 1846-ban Josef Nostic gróf ajándékozta a székesegyháznak. Az aranyozott és zománcozott fémtárgyba negyvenegy szent csontmaradványait építették be.
15. A Szent Mihály-kápolnába, azaz a templom régi szentélyébe dísze kapun léphetünk be. A bejárat mellett a névadó szent festett szobra áll: ismeretlen, 17. századi, délnémet mester munkája. További tárgyak:
- Tiziano egy képének másolata,
- barokk gyóntatószék,
- több érsek portréja a 17. század első feléből.

16. A Zsigmond-kápolnát Peter Parler építette, 1920-ban renoválták. Nevét onnan kapta, hogy az oltáron eredetileg Szent Zsigmond relikviáit őrizték — ezeket I. Károly király hozta magával Prágába; idővel elefántcsont szekrénykébe tették át őket. A kápolna oltára barokk stílusú, baldachinos; vele szemben reneszánsz, barokk és empire síremlékeket láthatunk. Ebben a kápolnában temették el Báthory Zsigmond fejedelmet, aki 1602-ben, miután végképp lemondott Erdély trónjáról, a császártól kapott csehországi birtokára vonult vissza, és ott is halt meg. A kápolnában a Černín család temettette el.
17. A káptalani kápolnában áll a prágai érsek barokk trónja.
18. Az Új szentélyt a karzat mellett alakították ki. Oltárát az Oktatásügyi Minisztérium állíttatta föl 1929-ben.
A kápolna utáni, neogótikus csigalépcső egy irodába vezet; a lépcsőház fölötti képet 1929-ben festették, és Szent Istvánt ábrázolja.
19. Az érseki kápolna 1909 óta a prágai érsekek temetkezési helye.
20. A Schwarzenberg-kápolnát 1892-ben építtette Friedrich zu Schwarzenberg bíboros, prágai érsek. Ablakának 1930-ban készült üvegfestményei a Schwarzenberg család múltjából vett jeleneteket ábrázolnak.
21. A Dobenini Barton család kápolnájának falait 1935-ben készült, modern stílusú mozaikok díszítik, oltára viszont gótikus, észak-olasz munka.
A reneszánsz orgonakarzat a kereszthajó északi felén áll. Egykor a gótikus karzatot választotta el a templom nyugati részétől, jelenlegi pozíciójába 1924-ben helyezték át.

### Bútorzata, díszítése
A neogótikus főoltár 1868 és 1875 között készült. Előtte fehér márványból faragott reneszánsz síremlékben középen I. Ferdinánd fekszik, jobbján fia, I. Miksa, balján pedig felesége, Jagelló Anna.
Az aranykapu előcsarnokának homlokzati falát az utolsó ítéletet ábrázoló mozaik díszíti. A művet cseh festőművészek alapján velencei mozaikművészek álltották össze 1371-ben üvegcserepekből, kvarcdarabkákból és féldrágakövekből. helyenként arany mozaikkockákkal. Az Alpoktól északra ez a legnagyobb és legidősebb ilyen jellegű alkotás. A kapu és a mozaik is három részből áll. Fölötte látható a dóm legnagyobb és a mozaikkal egyidős rózsaablaka. A mozaikon jól kivehetők Szűz Mária és Keresztelő Szent János mellett az apostolok, IV.Károly és felesége, Erzsébet, valamint Csehország hat védőszentje.
A mozaikot 1992–2008 között restaurálták.

### Koronázási kincsek
A koronázási kincsek kamrájának ajtaja hét zárral nyílik; a kulcsokat hét különböző helyen egyebek közt az államelnök, a prágai érsek és a város főpolgármesterének hivatalában őrzik. A koronázási ékszereket:
- Szent Vencel koronáját,
- a jogart és
- az országalmát

csak nagyobb ünnepeken állítják ki a templomban.

### Lapidárium
A lapidáriumba a Szent Kereszt-kápolnából juthatunk le egy lépcsősoron.

### Királyi kripta
A kriptába a Szent Kereszt-kápolnából juthatunk le egy lépcsősoron. A helyiség közepén I. Károly király (IV. Károly német-római császár) bronz szarkofágja áll, tőle balra Utószülött Lászlóé, jobbra Podjebrád Györgyé. A cseh királyok közül itt nyugszik még Luxemburgi Vencel és II. Rudolf, valamint egy gránitkoporsóban több, Přemysl-házi uralkodó csontjait gyűjtötték össze. Ugyancsak itt temették el IV. Károly császár négy feleségét és a dóm több egyházi méltóságát. A legfiatalabb szarkofág Mária Amália pármai hercegnőé.
A kriptát egyszer sem dúlták fel, ezért a maradványok jó állapotban őrződtek meg. 1928-ban a koporsókat hivatalosan felnyitották, új szarkofágokba helyezték, és a kriptát 1934-re teljesen újjáépítették. A régi halotti lepleket és egyéb tárgyi emlékeket üvegszekrényekben helyezték el.

## Kincstár
A székesegyház kincstárát nem magában az épületben, hanem a vár második udvarában álló Szent Kereszt-kápolnában rendezték be.

## Látogatása
A székesegyház a vár leghíresebb látványossága, ezért mindhárom típusú, a vár látogatására kiadott kombinált belépővel megtekinthető (egy része belépő nélkül is), a kincstárba azonban se a „B”, se a „C” kombinált jegy nem jó. A harangtoronyba mindenképpen külön belépőt kell venni.
Nyitva: hétfőtől péntekig 9:00 – 16:40 között, vasárnap 12:00 – 16:40 között. A zárás előtti húsz percben már nem mehetünk be.

## Rendezvények
A székesegyháznak saját, méghozzá igen jó zenekara van. Vasárnap a reggeli és az esti mise is zenés, ezen túl gyakran tartanak a templomban zenekari, illetve orgonahangversenyeket is. 1856. december 28-án Liszt Ferenc maga vezényelte itt Esztergomi miséjét.